# ADAM at
ADAM at（アダム・アット、本名：玉田 大悟（たまだ だいご）、1977年10月26日 - ）は、日本のキーボーディスト、および彼のソロプロジェクトの名称。2016年までは「タマスケアット」名義で活動していた。

## 来歴
静岡県磐田市出身。5歳からピアノを始める。
当初は両親の意向で渋々習っておりレッスンをサボることもあったが、父親にビートルズのCDと楽譜を買い与えられてから弾くのが楽しくなったという。
父親の影響でジャズを聴くようになる。その後一時期ヘヴィメタルに没頭するが、SOIL&"PIMP"SESSIONSに感銘を受け再びジャズに転向。
高校卒業後は一般企業で営業職のサラリーマンとして働いていた。その後退職し、イベント会社のスタッフ・コンサート会社の企画担当を経てイベンターとして独立する。
初舞台は自身が主催したイベントのO.A.。その後本格的にソロプロジェクトとして始動、インストバンド「ADAM at」を結成。タマスケアット名義で唯一の正規メンバーとして在籍し、他メンバーは流動的にするという方針をとった。
2014年にミニアルバム『Silent Hill』をリリース。翌年にはフルアルバム『CLOCK TOWER』でビクターエンタテインメントよりメジャー・デビュー。2019年にはフジロックフェスティバルに出演した。
2017年からは個人の名義もADAM atに変更している。

## エピソード
芸名の由来は苗字のスペルを逆綴りにしたもの（Tamada→adamat→ADAM at）。
ADAM atのアルバムの題名は、スプリットアルバムを除き全てホラーゲームから取られている（但し本人はあくまでも「名前が被ってるだけの偶然」と主張している）。
地元・静岡県での活動を大切にしており、自身の自主企画やリリースツアーのファイナル公演を静岡県のライブハウスで行うことも多い他、2018年からは自身主催のフェス「INST-ALL FESTIVAL」を浜松市にある浜名湖ガーデンパークで開催している。
「トワイライトシンドローム」「零」のジャケットイラストは『木曜日のフルット』とコラボしたもの。作者の石黒正数はADAM atのファンであり、猫をモチーフにした曲も多いことからコラボが実現した。なお、「零」には木曜日のフルットをモチーフにした楽曲「サタデーナイトフルット」が収録されている。
「Daylight」「OUTLAST」のジャケットイラストは、小説『猫と竜』とコラボしたもので、コミカライズ版を担当する佐々木泉が手掛けている。『Daylight』には「猫と竜」というタイトルの楽曲が、『OUTLAST』には作品の登場キャラクターをタイトルに冠した「shirotae」「kurobane」の2曲が収録されている。

## ディスコグラフィ

### 参加作品
- PHONO TONES×ADAM at『Mr.Hyde』（2017年7月26日）
  - 「Mr.Hyde」演奏参加、「シエノとレイン」「やまねこ革命第五番」楽曲提供
- Yusuke Hirado Prospect『Heritage』（2017年8月16日）
  - 「The Lust feat.ADAM at」
- ADAM at×jizue×Schroeder-Headz『COLOURS』（2018年4月11日）
  - 「COLOURS」演奏参加、「五右衛門新ヴァージョン」「Hang New's High」「Re：Ppin」楽曲提供
- 『Fabtone』（2019年10月23日）
  - 「The Lust feat.ADAM at / Yusuke Hirado Prospect」

## タイアップ
- 六三四 - 「NHKプロ野球中継」エンディングテーマ（2015年 - ）
- Install - キユーピーマヨネーズ「野菜は、踊る。」編CMソング（2017年 - ）

## ミュージックビデオ
| 監督     | 作品                                                         |
| -------- | ------------------------------------------------------------ |
| 坪井隆寛 | 「Echo Night」                                               |
| 鈴木淳   | 「共鳴ディストラクション」 「Install」「Dancer In The Lake」 |
| 加藤マニ | 「Days」                                                     |
| 不明     | 「Silent Hill」 「CLOCK TOWER」 「スウィートホーム」         |